# Ludwikowo (Czerwonak)
Pour les articles homonymes, voir Ludwikowo.
Ludwikowo (prononciation : [ludviˈkɔvɔ], en allemand : Ludwigshöhe) est un hameau polonais de la gmina de Czerwonak dans le powiat de Poznań de la voïvodie de Grande-Pologne dans le centre-ouest de la Pologne.
Il se situe à environ 8 kilomètres au nord-est de Czerwonak (siège de la gmina) et à 14 kilomètres au nord-est de Poznań (siège du powiat et capitale régionale).

## Histoire
De 1975 à 1998, le hameau faisait partie du territoire de la voïvodie de Poznań.

Depuis 1999, Ludwikowo est situé dans la voïvodie de Grande-Pologne.
Le village possède une population de 9 habitants en 2014.